# Malá válka (Kuba)
Malá válka (španělsky: Guerra Chiquita) byla druhou a nejkratší válkou za nezávislost Kuby na Španělském impériu. Povstání vypuklo v srpnu 1879 a po prvotních úspěších bylo potlačeno v prosinci 1880. Malá válka následovala po desetileté válce (1868–1878) a předcházela kubánské válce za nezávislost (1895–1898). Na konci posledně jmenované války do ní intervenovaly Spojené státy americké, což vedlo ke španělsko-americké válce a nezávislosti Kuby. 

## Pozadí
Válka měla stejný původ jako desetiletá válka a v mnoha ohledech byla jejím pokračováním. Po svém propuštění po zanjónském paktu odcestoval Calixto Garcia do New Yorku a zorganizoval kubánský revoluční výbor s dalšími revolucionáři. V roce 1878 vydal manifest proti španělské nadvládě Kuby. To se setkalo se souhlasem ostatních revolučních vůdců a válka začala 26. srpna 1879.

## Průběh
Revoluci vedl Calixto García, který byl jedním z mála revolučních vůdců, kteří nepodepsali Zanjónský pakt. Mezi další prominentní vůdci byli José Maceo (bratr Antonia Macea), Guillermo Moncada, Emilio Núñez. Revolucionáři čelili mnoha problémům, které bylo těžké překonat. Po předchozí válce jim chyběli zkušení vůdci jiní než García a neměli dostatek zbraní a střeliva. Navíc neměli žádné dřívější zahraniční spojence, kteří by jim pomohli, a obyvatelstvo již bylo vyčerpané desetiletou válkou a postrádalo víru v možnost vítězství a místo toho toužilo po míru. Na západě ostrova byla většina revolučních vůdců zatčena. Zbytek vůdců byl nucen kapitulovat v průběhu let 1879 a 1880 a v září 1880 byli rebelové zcela poraženi.

## Důsledky
Ačkoli Španělé slíbili reformy, ty byly nakonec neúčinné. Španělská ústava z roku 1876 byla na Kubu aplikována v roce 1881, ale změnila jen málo. Ačkoli Kuba byla schopna vyslat své zástupce do Generálních kortes, španělského parlamentu, v praxi patřili vybraní zástupci k nejkonzervativnějším obyvatelům na Kubě, a tak se toho změnilo jen málo.
Absence jakékoli skutečné reformy vyústila o 15 let později v další povstání, kubánskou válku za nezávislost, které se začalo říkat válka z pětadevadesátého. Zkušenosti získané revolučními generály v Malé válce jim byly velkou pomocí a po válce za nezávislost a související španělsko-americké válce získala Kuba nezávislost na Španělsku.